# Magnolia neomagnifolia
Magnolia neomagnifolia (syn. Magnolia magnifolia) là một loài thực vật có hoa trong họ Magnoliaceae. Loài này được Turner mô tả khoa học đầu tiên năm 2014.